# Astrocasia austinii
Astrocasia austinii är en emblikaväxtart som först beskrevs av Paul Carpenter Standley, och fick sitt nu gällande namn av Grady Linder Webster. Astrocasia austinii ingår i släktet Astrocasia och familjen emblikaväxter. Inga underarter finns listade i Catalogue of Life.